# Jagdstaffel 77
A Jagdstaffel 77, conhecida também por Jasta 77, foi um esquadra de aeronaves da Luftstreitkräfte, o braço aéreo das forças armadas alemãs durante a Primeira Guerra Mundial. No total, esta esquadra abateu 28 aeronaves inimigas.